# Chapfensee
Der Chapfensee ist ein Stausee bei Mels im Kanton St. Gallen in der Schweiz auf der Hochebene Chapfen. Bei vollem Stand liegt der Seepegel auf 1029 m ü. M. Das Wasser stammt aus einem Einzugsgebiet von 17,6 Quadratkilometern, unter anderem vom westlich fliessenden Cholschlagerbach. Er gehört zum Kraftwerk Chapfensee-Plons.
Die Bauten bestehen aus einer nördlichen Mauer von etwa 20 Metern Höhe beim ursprünglichen Abfluss des Gebietes Kapfenberg bzw. Chapfen in den Schmelzibach sowie einer östlichen Mauer, die etwas länger, aber nur 10 Meter hoch ist.

## Geschichte
Das Kraftwerk wurde 1947/1948 erstellt und 1948 in Betrieb genommen, wobei eine Fallhöhe hinunter nach Plons von 550 Höhenmetern ausgenutzt wird. Das Werk steht circa 5600 Stunden im Jahr in Betrieb und produziert in dieser Zeit etwa 20 Millionen Kilowattstunden.

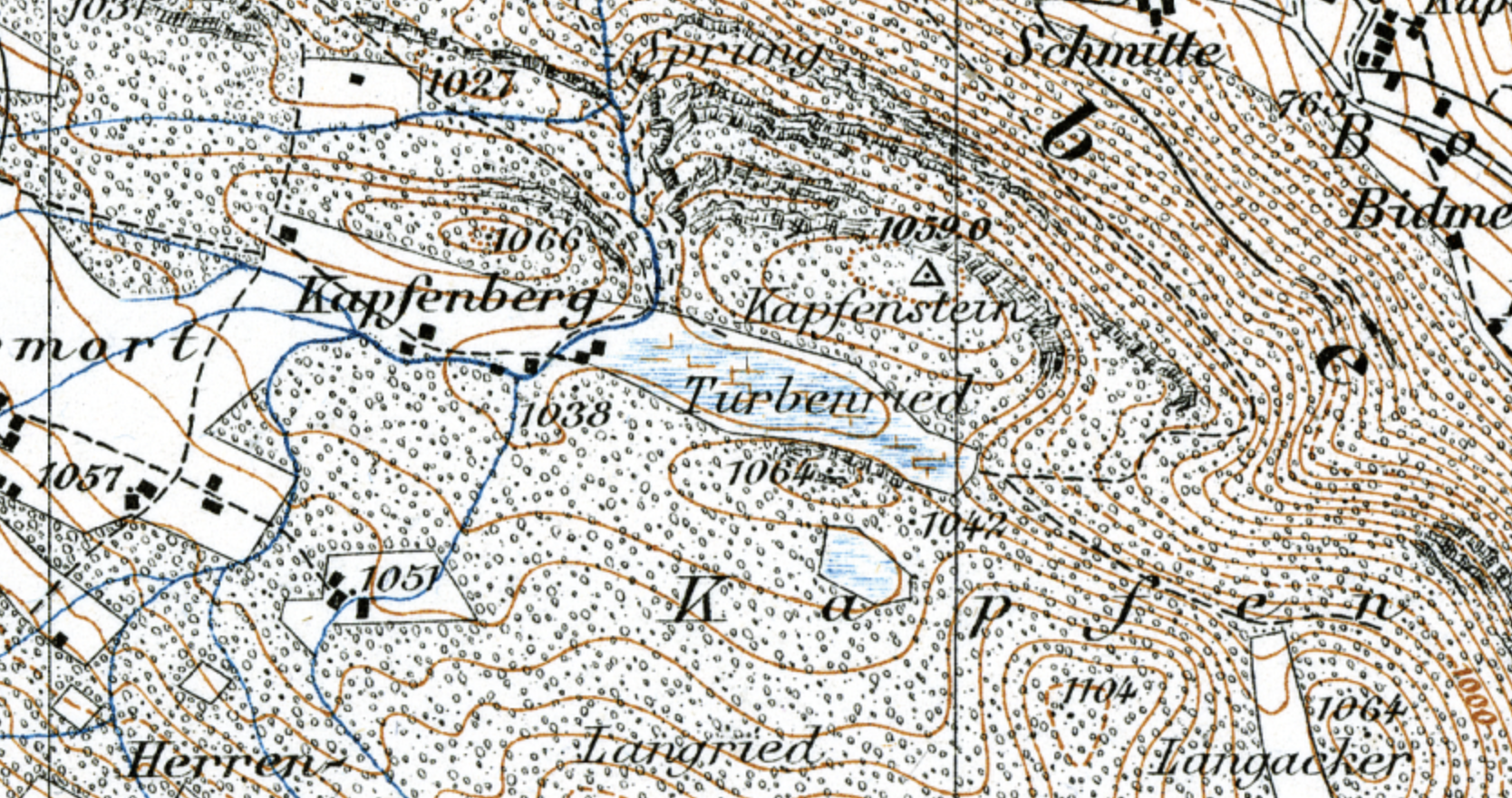
Karte des Kapfenbergs aus dem Jahr 1855.

Im November 2015 stimmte das Stimmvolk einer technisch notwendigen Sanierung zu. So sind nach 70 Jahren Betrieb auch Mängel bei der Druckleitung, welche in zwei Waldbereichen teils auf Stützen steht, zu beheben. Gleichzeitig mit der Sanierung werden zusätzliche Kleinkraftwerke erstellt, zum Beispiel wird die Zuleitung des Cholschlagerbachs direkt beim Chapfensee turbiniert werden.
Der See und die umgebenden Feuchtflächen bis fast nach Vermol stehen unter Naturschutz.

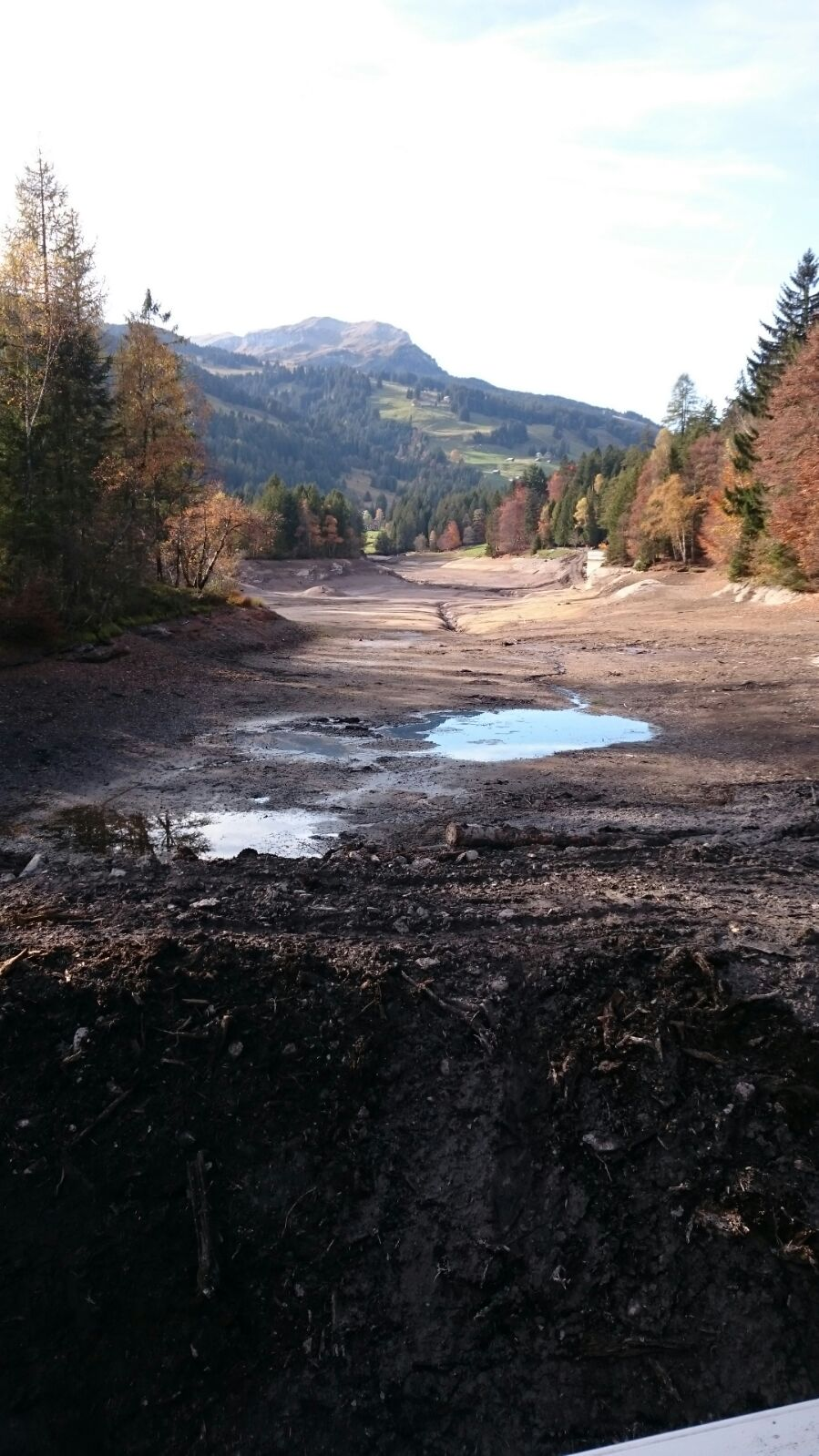
Chapfensee ohne Wasser am 17. Oktober 2017.

Am 29. September 2017 wurde das gesamte Wasser aus dem See abgelassen, damit Druckleitungen und Staumauer saniert werden konnten. Bis zum Frühjahr 2018 blieb der See leer. Nach der Wiederinbetriebnahme wurde ein Defekt an der Druckleitung festgestellt und das Werk im Dezember 2021 ausser Betrieb genommen. Aufgrund des folgenden Rechtsstreits um die Verantwortung vor dem Handelsgericht blieben die Bemühungen um eine Wiederinbetriebnahme erfolglos, der Kanton erklärte sich als nicht zuständig. Im Sommer 2024 war der See immer noch fast geleert auf der Höhe des Schnellablasses.